# Лу Чао
Лу Чао (род. в 1988 году) — китайский пианист.

## Биография
Родился Лу Чао в 1988 году в семье военных. Его родители любили музыку несмотря на суровость профессии. Начал обучаться игре на фортепиано в Китае, когда ему было четыре года, проявив при этом выдающиеся способности. Лу Чао профессиональное образование получил в Аньхойском университете, профессор Ву Нин Нин отмечал необыкновенную музыкальность и трудолюбие своего студента. Его любимые композиторы — Пётр Ильич Чайковский и Сергей Васильевич Рахманинов.
В Киеве поступил в Музыкальное училище имени Р. М. Глиэра в 2004 году. Лу Чао с 2006 года учился в Национальной музыкальной академии Украины имени П. И. Чайковского (класс Л. П. Прудниковой) и в год окончания Академии Лу Чао был удостоен Гран-при четырёх международных конкурсов.
Лу Чао возвращается в  Аньхой. Преподаёт в Аньхойском Университете искусств, совмещая преподавание в университете и гастрольную деятельность в Китае и за рубежом. Чтобы совершенствовать своё мастерство и глубже изучить русскую культуру он вновь покидает родной город и уезжает в Россию. Лу Чао с 2015 года стажёр в Московской консерватории в классе профессора Аркадия Гавриловича Севидова, Народного артиста Российской Федерации. Лу Чао нашел в нём доброго советчика и высокого профессионала. Лу Чао говорил о своём педагоге:

Встреча с Севидовым – это большое счастье в моей жизни. Он не только научил меня как играть, главное, что он научил меня – как думать о музыке.
Пианист Лу Чао выступал в Москве и Самаре. В декабре 2016 года он принимал участие в концерте в честь 100-летия со дня рождения Олега Леонидовича Лундстрема. В сопровождении Шанхайского симфонического оркестра Лу Чао покорил китайских слушателей своим исполнением Первого концерта П. И. Чайковского в январе 2017 года.
Дирижёр Николай Лысенко говорил о пианисте Лу Чао:

Он очень талантливый парень. Играет на европейском уровне. Он тонко чувствует музыку Чайковского! Казалось, что за клавиатурой сидит наш славянский исполнитель. Лу Чао потряс не только высокой техникой, но и глубиной, своими находками. Первый концерт Чайковского, который очень часто играют и в котором трудно найти что-то новое, в его исполнении получил новые краски.